# Ken Scott (Musikproduzent)

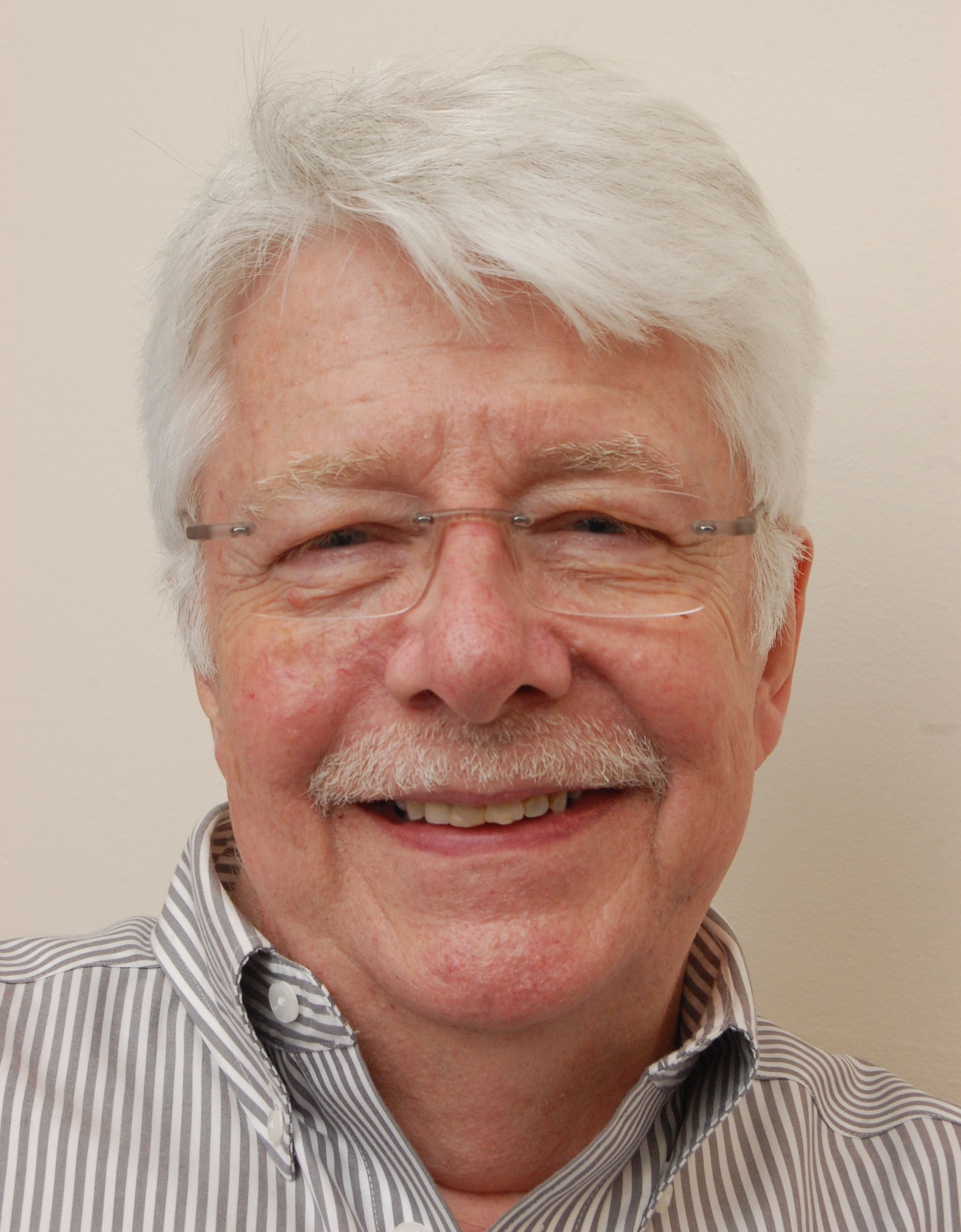
Scott im November 2014

Ken Scott (* 20. April 1947 in London) ist ein britischer Toningenieur und Musikproduzent.

## Leben und Leistungen
Mit 16 Jahren begann Scott im Tonarchiv der Abbey Road Studios zu arbeiten. Dort wurde er Toningenieur und arbeitete unter anderem für The Beatles, Jeff Beck, Pink Floyd, The Hollies und Procol Harum. Procol Harums Album A Salty Dog wurde im Frühjahr 1969 von Ken Scott in den Abbey Road Studios abgemischt.
Er wechselte dann zu den Trident Studios, wo er für Elton John, George Harrison, Harry Nilsson, das Mahavishnu Orchestra und America tätig war.
Später produzierte er Alben für David Bowie, Supertramp, The Tubes, Dixie Dregs, Devo, Missing Persons, Kansas, Level 42 und in jüngerer Zeit auch Duran Duran.